# Shaun Norris
Shaun Patrick Norris, född 14 maj 1982 i Johannesburg, är en sydafrikansk professionell golfspelare som spelar för Liv Golf. Han har tidigare spelat på Sunshine Tour, PGA European Tour, Asian Tour, Japan Golf Tour samt PGA Tour.
Norris har vunnit en European-vinst, två Asian-vinster, sex Japan-vinster och tre Sunshine-vinster. Han har även deltagit i tre majortävlingar, två gånger vid The Open Championship (2017 och 2018) och en gång i PGA Championship (2022). Norris kunde dock inte bli bättre än delad 61:a plats i någon av de två mästerskapen.